# ملكة جمال الكون 1965
ملكة جمال الكون 1965 هي مسابقة ملكة جمال الكون الرابعة عشر في تاريخ مسابقة ملكة جمال الكون منذ انطلاقتها عام 1952، عقدت المسابقة يوم 24 يوليو 1965 في قاعة ميامي بيتش في ميامي بيتش، فلوريدا، الولايات المتحدة، تنافسة 57 متسابقة من بلدان وأقاليم العالم، في نهاية الحدث توجت أباسرا هونغساكون من تايلند وأصبحت أول امرأة من تايلاند تفوز بلقب ملكة جمال الكون في التاريخ وتسلمت التاج من قبل ملكة جمال الكون السابقة كورينا تسوبي من اليونان.

## النتائج

### المراكز النهائية
| النتائج النهائية     | المتنافسة |
| -------------------- | --- |
| ملكة جمال الكون 1965 | - تايلاند - أباسرا هونغساكون |
| الوصيفة الأولى       | - فنلندا - فيربي ليزا ميتيتين |
| الوصيفة الثانية      | - الولايات المتحدة - سو داوني |
| الوصيفة الثالثة      | - السويد - إنغريد نورمان |
| الوصيفة الرابعة      | - هولندا - أنجا شويت |
| أفضل 15              | - أستراليا - بولين فيري - البرازيل - ماريا أندرادي - كندا - كارول آن تيدي - كولومبيا - ماريا أوكامبو - الدنمارك - جانيت كريستجانسن - اليونان - أسبا ثيولوغيتو - إسرائيل - اليزا سيده - بيرو - فريدا هولر - الفلبين - لويز أوريليو فيل - جنوب أفريقيا - فيرونيكا بريج |

## المتسابقات
- أروبا - دوريندا كروس
- أستراليا - بولين فيري
- النمسا - كارين إنجبيرج شميت
- باهاماس - جانيت طومسون
- بلجيكا - لوسي إميلي نوسنت
- برمودا - سيلفيا سيمونز
- بوليفيا - باتريشيا إستنسورو تيرازاس
- البرازيل - ماريا أندرادي
- غيانا البريطانية - شيريل فيولا تشينج
- كندا - كارول آن تيدي
- سيلان - شارلين مينرفا دي سيلفا
- كولومبيا - ماريا أوكامبو
- كوستاريكا - مرسيدس بينغال
- كوبا - ألينا دي فارونا
- كوراساو - نينفا الفريا بالم
- الدنمارك - جانيت كريستجانسن
- جمهورية الدومنيكان - كلارا هيريرا
- الإكوادور - باتريشيا سوزانا باليستيروس
- انجلترا - جنيفر وارين جورلي
- فنلندا - فيربي ليزا ميتيتين
- فرنسا - ماري تريز توليو
- ألمانيا - إنغريد بيتك
- اليونان - أسبا ثيولوغيتو
- هولندا - أنجا شويت
- هونغ كونغ - جوي دريك
- أيسلندا - بارا ماغنيسدوتير
- الهند - برسيس كامباتا
- أيرلندا - آن إليزابيث نيل
- إسرائيل - اليزا سيده
- إيطاليا - إريكا جورجر
- جامايكا - فرجينيا هوب ريدباث
- اليابان - ماري كاتاياما
- كوريا - كيم إيون جي
- لوكسمبورغ - ماري آن جيزن
- ماليزيا - باتريشيا أوغستوس
- المكسيك - خوانا جانين أكوستا كوهين
- نيوزيلندا - غاي لورين فيلبس
- النرويج - بريت ابيرج
- أوكيناوا - ليكي اوركاكي
- بنما - سونيا إينيس ريوس
- باراغواي - ستيلا كاستل فاليت
- بيرو - فريدا هولر فيغالو
- الفلبين - لويز أوريليو فيل
- البرتغال - ماريا دو كومو بارايسو سانشو
- بورتوريكو - ديبورا دانييل بيريز
- اسكتلندا - ماري يونغ
- جنوب أفريقيا - فيرونيكا بريج
- أسبانيا - فيرونيكا إيدلجاردا هيلدا بريج
- السويد - إنغريد نورمان
- سويسرا - إيفيت ريفيللي
- تايلاند - أباسرا هونغساكون
- تونس - دوللي علوش
- تركيا - نباهة تشهره
- الولايات المتحدة - سو داوني
- أوروغواي - سونيا راكيل جورباران بارسانتي
- فنزويلا - ماريا أوكسيليادورا دي لاس كاساس ماكجيل

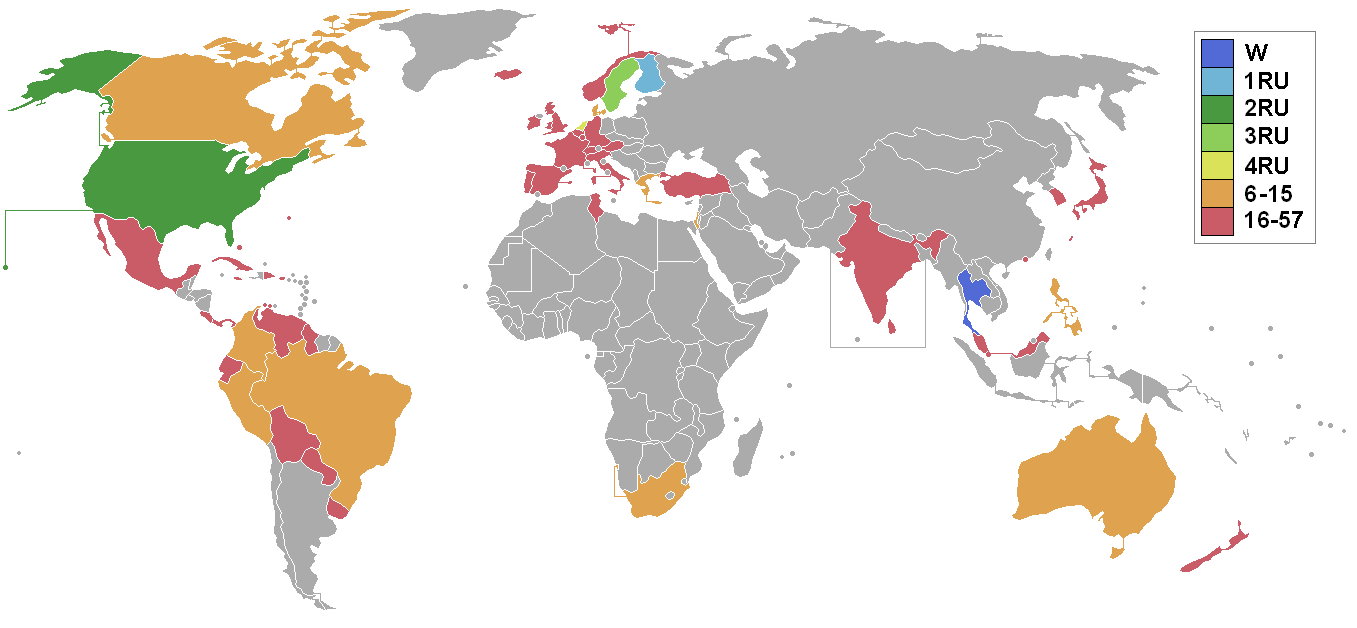
الدول المشاركة والنتائج مسابقة ملكة جمال الكون 1965

- ويلز - جوان بول

## الروابط الخارجية
- موقع ملكة جمال الكون الرسمي